# Bruce A. Segal
| 45737 Benita | 22 aprile 2000 |

Bruce A. Segal (1959) è un astronomo amatoriale statunitense di professione medico oculista e chirurgo.
Il Minor Planet Center gli accredita la scoperta di due asteroidi, effettuate entrambe nel 2000.
Gli è stato dedicato l'asteroide 21683 Segal.